# マイグレイン
マイグレイン (myGRAIN)は、フィンランド・ヘルシンキ出身のメロディックデスメタルバンド。

## 略歴
フィンランドの首都・ヘルシンキで、2004年夏に、ニュー・サイエンス・バンド (New Science Band)というバンドで活動を共にしていた、ツォーマス・トゥオヴィネン (Vo)、レジスター (Rhythm G)、マシュー (Lead G)の3名で結成。それから、ヤンネ・ミカエル・マンニネン (Ds)、エヴェ・コヨ (Key)が加入。更に、ヨナス・クフルベルク (B)がセッション参加するようになる。同年10月に、1stデモ『Promo 2004』をリリース。2005年に2ndデモ『The Red Frame』をリリース。2ndデモのリリース後、セッション参加だったヨナス・クフルベルクが正式メンバーとして加入。このヨナス・クフルベルクの加入によってバンド体制が整い、ライヴ活動を開始している。これらのデモがきっかけで、地元フィンランドの大手ヘヴィメタルレーベル・スパインファーム・レコードと契約。ヤンネ・サクサをプロデューサーに迎えて、1stアルバムをレコーディングし、2006年に1stアルバム『Orbit Dance』をリリースしデビューした。リリース後のライヴでは、ヘイトフォーム、ビフォア・ザ・ドーン、ムーンソロウらと共演している。2008年に2ndアルバム『Signs of Existence』をリリース。リリース後のツアー中に、オリジナル・メンバーのマシューが脱退。元ミザリー・インクのテーム・ユラマキ (Lead G)が加入し、ツアーを継続した。この時期には、ブラッドバス、コルピクラーニ、アモラルらと共演している。
2009年より、3rdアルバム制作のためにライヴ活動を控えるようになる。2010年に3rdアルバム『myGRAIN』をリリース。同アルバムは、日本でもユニバーサルミュージックから日本盤がリリースされている。2013年に、4thアルバム『Planetary Breathing』をリリース。その後、10月中ごろにオリジナルメンバーの一人、レジスターが脱退。ヨニ・ラハデンカウッピ (Rhythm G)が加入した。
2015年に入って、新たな音源の収録を行い、EPをリリースする予定だったが、楽曲完成の前にその計画は頓挫した。これがきっかけとなり、4月に解散を発表。同年5月に解散ライヴを行った後、正式に解散した。
2018年7月、再結成を発表。11月に復帰作となるEP『III』をリリースした。2019年9月、キーボーディストのエヴェ・コヨが脱退。脱退の理由として、活動休止中に学業や仕事によって生活や価値観が変化したことを挙げている。脱退発表の時点では、後任は発表されていない。同年12月に、ドイツのリーパー・エンタテインメントと契約したことが発表された。2020年10月初頭、5thアルバム『V』をリリースした。日本では、3rdアルバム以来となる日本盤がスピリチュアル・ビーストからリリースされた。

## メンバー

### 現メンバー
- ツォーマス・"トミー"・トゥオヴィネン (Tuomas "Tommy" Tuovinen) - ボーカル (2004-2015, 2018-)

ダムネイション・プラン、ニュー・サイエンス・バンドでも活動。
- テーム・"ミスター・ダウンヒル"・ユラマキ (Teemu "Mr. Downhill" Ylämäki) - リードギター (2008-2015, 2018-)

ミザリー・インクでも活動。
- ヨニ・ラハデンカウッピ (Joni Lahdenkauppi) - リズムギター (2013-2015, 2018-)

ペイン・コンフェッサー、ザイレインでも活動。
- ヨナス・クフルベルク (Jonas "Yonas" Kuhlberg) - ベース (2005-2015, 2018-)

2004年から2005年までは、セッション参加。2005年中ごろより、正式に加入した。
- ヤンネ・ミカエル・"DJ・ロコモティヴ"・マンニネン (Janne Mikael "DJ Locomotive" Manninen) - ドラムス (2004-2015, 2018-)

ペイン・コンフェッサー、...アンド・オーシャンズ、マゼンタ・ハーヴェスト、テラーホイールでも活動。

### 旧メンバー
- マシュー (Matthew) - リードギター (2004-2008)

ニュー・サイエンス・バンドでも活動。
- レジスター (Resistor) - リズムギター (2004-2013)

ニュー・サイエンス・バンドでも活動。
- エヴェ・コヨ (Eve Kojo) - キーボード (2004-2015, 2018-2019)

アブレイズ・イン・ヘイトリッドでも活動。

## ディスコグラフィー
- 2004年 Demo 2004 (Demo)
- 2005年 The Red Frame (Demo)
- 2006年 Orbit Dance
- 2008年 Signs of Existence
- 2011年 MyGrain
- 2013年 Planetary Breathing
- 2014年 Maniac (Single)
- 2018年 III (EP)
- 2020年 V